# Gåltjärnen (Hässjö socken, Medelpad)
Gåltjärnen är en sjö i Timrå kommun i Medelpad och ingår i Gådeån-Indalsälvens kustområde.